# عبد الله بن محمد بن عبد المعين
عبد الله بن محمد بن عبد المعين بن عون تولى إمارة الحجاز في رمضان عام 1275هـ وحكم 20 عامًا، وقد غزا غزوات وخاض معارك طويلة إلى الشرق والجنوب من الحجاز ومرض ومات عام 1294هـ.

## نسبه
يعود نسب الشريف عبد الله بن محمد إلى «الحسن بن علي بن أبي طالب» حفيد النبي محمد من ابنته فاطمة الزهراء.
فنسبه هو عبد الله بن محمد بن عبد المعين بن عون بن محسن بن عبد الله بن الحسين بن عبد الله بن الحسن بن محمد أبو نمي الثاني بن بركات الثاني بن محمد الأول بن بركات الأول بن الحسن بن عجلان بن رميثة بن محمد أبو نمي الأول بن أبو سعد الحسن بن علي الأكبر بن قتادة بن إدريس بن مطاعن بن عبد الكريم بن عيسى بن الحسين بن سليمان بن علي بن عبد الله الأكبر بن محمد الثائر بن موسى الثاني بن عبد الله الشيخ الصالح بن موسى الجون بن عبد الله المحض بن الحسن المثنى بن الحسن بن علي بن أبي طالب الهاشمي القرشي.
| المناصب السياسية               | المناصب السياسية             | المناصب السياسية                  |
| ------------------------------ | ---------------------------- | --------------------------------- |
| سبقه علي بن محمد بن عبد المعين | أمراء الحجاز 1275هـ - 1294هـ | تبعه الحسين بن محمد بن عبد المعين |